# Kanabec County
Kanabec County är ett administrativt område i delstaten Minnesota i USA. År 2010 hade countyt 16 239 invånare. Den administrativa huvudorten (county seat) är Mora, en stad med svenska rötter.

## Politik
Kanabec County tenderar att rösta republikanskt. Republikanernas kandidat har vunnit countyt i samtliga presidentval under 2000-talet. I valet 2016 vann republikanernas kandidat med 64 procent av rösterna mot 28,5 för demokraternas kandidat, vilket är den största segern i countyt för en republikansk kandidat sedan valet 1928.

## Geografi
Enligt United States Census Bureau har countyt en total area på 1 381 km². 1 359 km² av den arean är land och 22 km² är vatten.     

### Angränsande countyn
- Aitkin County - nord
- Pine County - öst
- Chisago County - sydost
- Isanti County - syd
- Mille Lacs County - väst